# Evdokia
Evdokia (in greco Ευδοκία) è un film del 1971, diretto da Alexis Damianos.

## Trama
Una prostituta e un sergente dell'esercito greco s'incontrano in una taverna, al confine della città, ai margini della società. Cadono nella passione dell'amore e convolano rapidamente a nozze. Ma le loro singole esistenze sono incompatibili nell'unione reale del matrimonio. Due giovani con i loro desideri e istinti, due giovani stereotipati che confliggono con l'ambiente e la loro epoca.

## Riconoscimenti
- Selezionato nel 2006 dall'unione dei critici greci tra i dieci migliori film del paese
- Festival del Cinema di Salonicco 1971
  - Premio per la migliore interpretazione femminile a Maria Vasileiou

## Critica
La narrazione filmica si dipana nelle periferie di Atene ai tempi della dittatura dei colonnelli, quando la Grecia venne amministrata da una serie di governi militari anticomunisti.
(Giannis Bakogiannopoulos)